# Leucopogon gnaphalioides
Leucopogon gnaphalioides är en ljungväxtart som beskrevs av Stschegl. Leucopogon gnaphalioides ingår i släktet Leucopogon och familjen ljungväxter. Inga underarter finns listade i Catalogue of Life.